# 吉山潤伍
吉山 潤伍（よしやま じゅんご、1986年12月14日 - ）は元大学野球選手。。飲食店経営者。
飲食店『南国酒場 かりゆし』のオーナー。

## 経歴・人物
沖縄県出身の両親から3兄弟の3男として東京都福生市に生まれる。東京都　八王子市立由井第三小学校、八王子市立由井中学校卒業。幼少期から父、兄の影響で野球をはじめる。
クラブチーム（八王子シニア）で中学校時代の活躍を認められ、西日本短期大学附属高等学校（福岡県八女市）に進学。2004年夏、全国高等学校野球選手権大会に5番　ファーストで出場。
高校卒業後は関東学院大学（神奈川県）に進学し、準硬式野球部に所属。
関東学院大学2年次に自主退学後、清和大学（千葉県木更津市）に入学し、硬式野球部で活躍をみせる。
大学時代から飲食店でアルバイトをしていて、この頃から将来独立をして自身の店を持つことを意識する。
大学卒業後、商社に2年間勤め、退社し大学時代のアルバイト先の清見台サンロク（現 株式会社リオ）に就職。飲食業界に戻る。
更なるステップアップに、株式会社ごはんクリエイトに転職し、飲食の経営、人の動かし方、生産者の想いのある食材、エンドユーザーへの架け橋となる役割等を学ぶ。
2019年3月「南国酒場 かりゆし」をオープン。